# Blues on Broadway
Blues on Broadway ist ein 1989 über Fantasy Records erschienenes Album der US-amerikanischen Musikerin Ruth Brown. Für das Album erhielt Brown einen Grammy für den besten weiblichen Jazz-Gesang.

## Hintergrund
Das Album wurde am 12. und 13. Juni 1989 in den RCA Studios (New York) aufgenommen und im gleichen Jahr auf Vinyl und Kassette  veröffentlicht. Es wurde 1995 erneut auf CD veröffentlicht und 2006 in der digitalen Version über Concord / Fantasy. Produziert wurde es von Ralph Jungheim.
Mitgewirkt haben ebenfalls
- Hank Crawford – Altsaxophon (mitgewirkt bei 2, 5, 7, 8)
- Spanky Davis – Trompete
- Bobby Forrester – Sänger, Piano, Hammondorgel B-3
- Red Holloway – Tenor, Saxophon
- Rodney Jones – Gitarre, Banjo
- Al McKibbon – Akustik Bass
- Grady Tate – Drums
- Britt Woodman – Posaune

## Titelliste
| Nr. | Titel                                       | Beteiligte    | Länge |
| --- | ------------------------------------------- | ------------- | ----- |
| 1.  | Nobody Knows You When You’re Down And Out   |               | 5:36  |
| 2.  | Good Morning Heartache                      | Hank Crawford | 5:57  |
| 3.  | If I Can't Sell It, I'll Keep Sittin' On It |               | 5:22  |
| 4.  | Tain't Nobody's Biz-Ness If I Do            |               | 9:18  |
| 5.  | St. Louis Blues                             | Hank Crawford | 9:23  |
| 6.  | Am I Blue                                   |               | 5:53  |
| 7.  | I'm Just A Lucky So And So                  | Hank Crawford | 5:50  |
| 8.  | I Don't Break Dance                         | Hank Crawford | 5:19  |
| 9.  | Come Sunday                                 |               | 5:25  |

Die Vinyl enthält lediglich 7 statt 9 Titel. Die beiden Titel I Don't Break Dance und Come Sunday fehlen dort.

## Auszeichnungen
Das Album erhielt einen Grammy in der Kategorie Bester Jazzgesang (weiblich)